# Mycomya pygmalion
Mycomya pygmalion är en tvåvingeart som beskrevs av Vaisanen 1984. Mycomya pygmalion ingår i släktet Mycomya och familjen svampmyggor.
Artens utbredningsområde är Cypern. Inga underarter finns listade i Catalogue of Life.